# Apia
Apia is de hoofdstad van de Oceanische eilandengroep en land Samoa en is gelegen op het eiland Upolu. De mensen spreken er Engels en Samoaans. Apia is qua omvang een kleine stad en heeft ongeveer 38.800 inwoners (2001). Het is Samoa's enige stad en haven.
De voetbalwedstrijden van het nationale team van Samoa worden gespeeld in Apia. De wedstrijden vinden plaats in het National Soccer Stadium.
De beroemde negentiende-eeuwse schrijver Robert Louis Stevenson is begraven op een heuvel aan de rand van de stad.

## Afbeeldingen

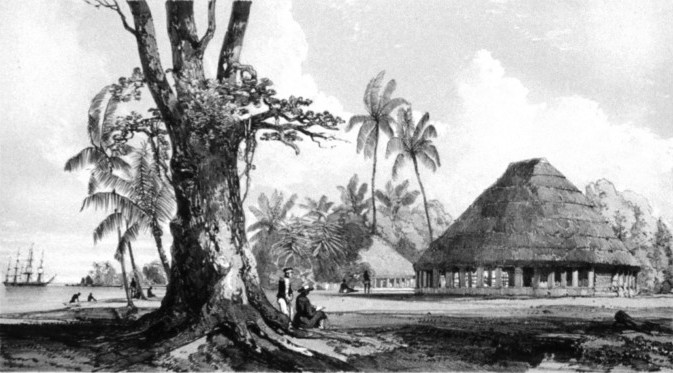
Apia ca. 1839
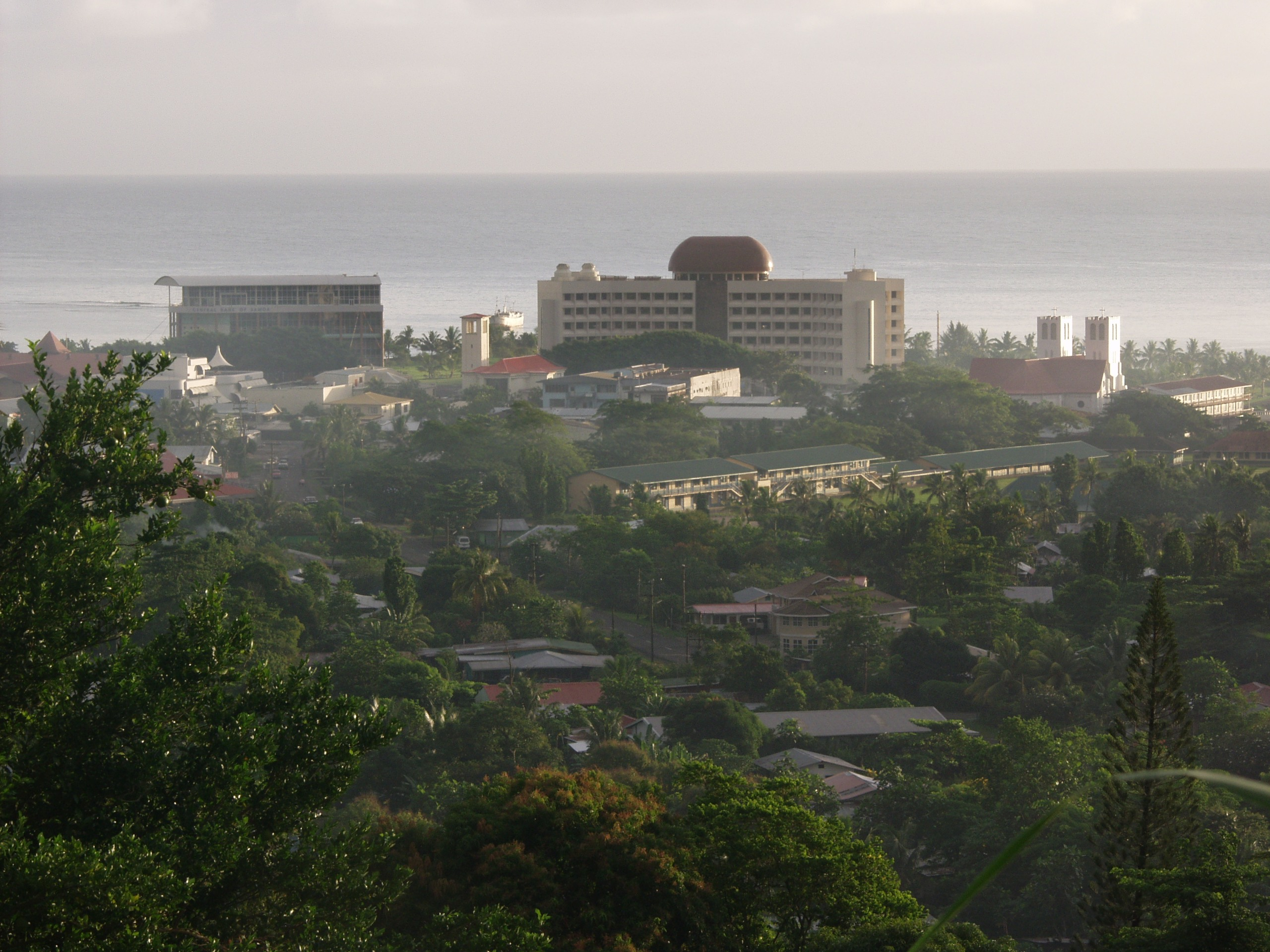
Overheidsgebouwen
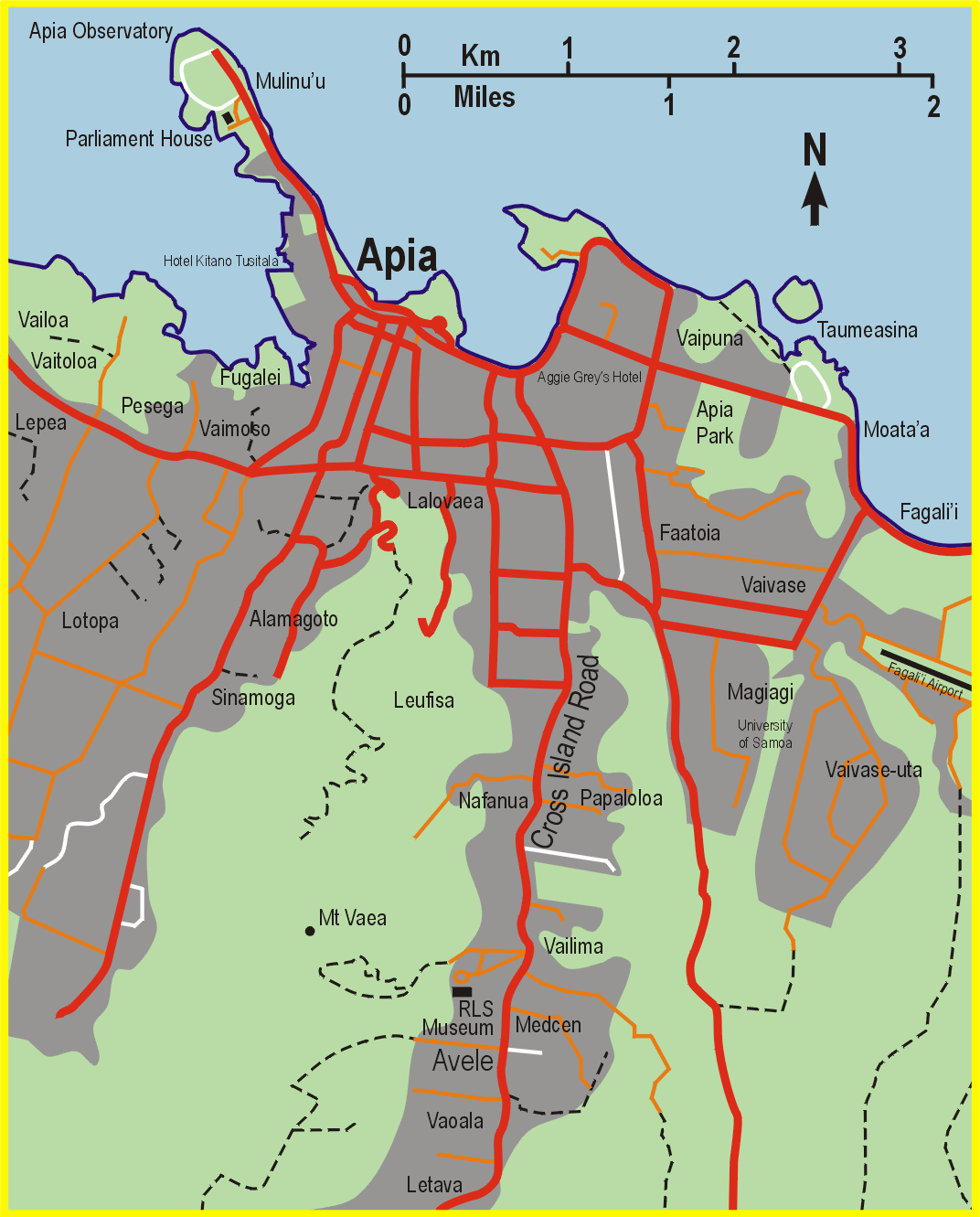
Stadsplattegrond